# 寒河江良光
寒河江 良光（さがえ よしみつ、よしあき）は、戦国時代から安土桃山時代にかけての僧侶・武将。最上氏の家臣。寒河江氏滅亡後、寒河江大江氏の名跡を継ぐ。

## 生涯
大江氏宗家である出羽吉川氏・吉川隆広の長男として誕生。
当初、出羽吉川氏は伯父・吉川高基が後継となったが、寒河江氏17代当主・寒河江兼広に継嗣がなかったため、寒河江氏の執政を務めた叔父・柴橋頼綱の斡旋により、高基が兼広の娘を娶り寒河江氏を継いだ。この結果、父・隆広が出羽吉川氏を継いだ。
天正12年（1584年）、最上氏の侵攻により野戦を挑んだ柴橋頼綱は戦死、寒河江高基は自刃、父・隆広も兄・高基に殉じて寒河江氏は滅亡した。良光は難を逃れて会津蘆名氏を頼り、くしくも同じく会津に逃れていた天海に随身する。その後最上氏に仕えた寒河江氏の旧臣らが寒河江大江氏の宗廟が廃れることを悲しみ、最上義光に対して良光を呼び戻して復興することを嘆願して許される。最上義光は寒河江大江氏の宗廟の阿弥陀堂を再建して118石余りの黒印地を与えた。
慶長5年（1600年）7月、義光の命により、会津征伐中の徳川家康の戦勝祈願を行い、8月1日小山の陣へ御守札を献上した。同年、義光の子・義康の配下となり千石を加増される（「最上義光分限帳」無役）。慶長出羽合戦において僧体で出陣し谷地城の包囲に加わった。慶長7年（1602年）頃から最上義光と嫡男・義康の仲が悪化し、寒河江領も義光の次男・家親が領するようになる。
慶長8年（1603年）ついに義康は高野山への蟄居を申付けられ、庄内経由で向かう途中狙撃され殺害された。良光と嫡男・広道も義康に同道しており討死したという。加増された千石は没収されたものの安中坊の存続は認められた。

## 系譜
- 父：吉川隆広 - 出羽吉川氏当主。戒名松岩寺殿雲林照綱大居士。
- 伯父：寒河江高基 - 寒河江氏最後の当主。
- 叔父：柴橋頼綱 - 寒河江氏の執事を務めた。別名橋間勘十郎。
- 母：天童頼澄の娘。
- 室：谷柏利元の娘
- 子女
  - 寒河江広道 - 貞綱。慶長8年父と共に討死。
  - 寒河江広長 - 朝光。父の没後家督を継ぐが同年12月夭折した。
  - 寒河江吉長 - 宥鏡。兄広長の没後家督を継いだ。
  - 寒河江常政 - 衛門四朗。
  - 寒河江広信 - 新九郎。
  - 寒河江光綱 - 助兵衛。
  - 娘